# Regulador de baja caída (LDO)

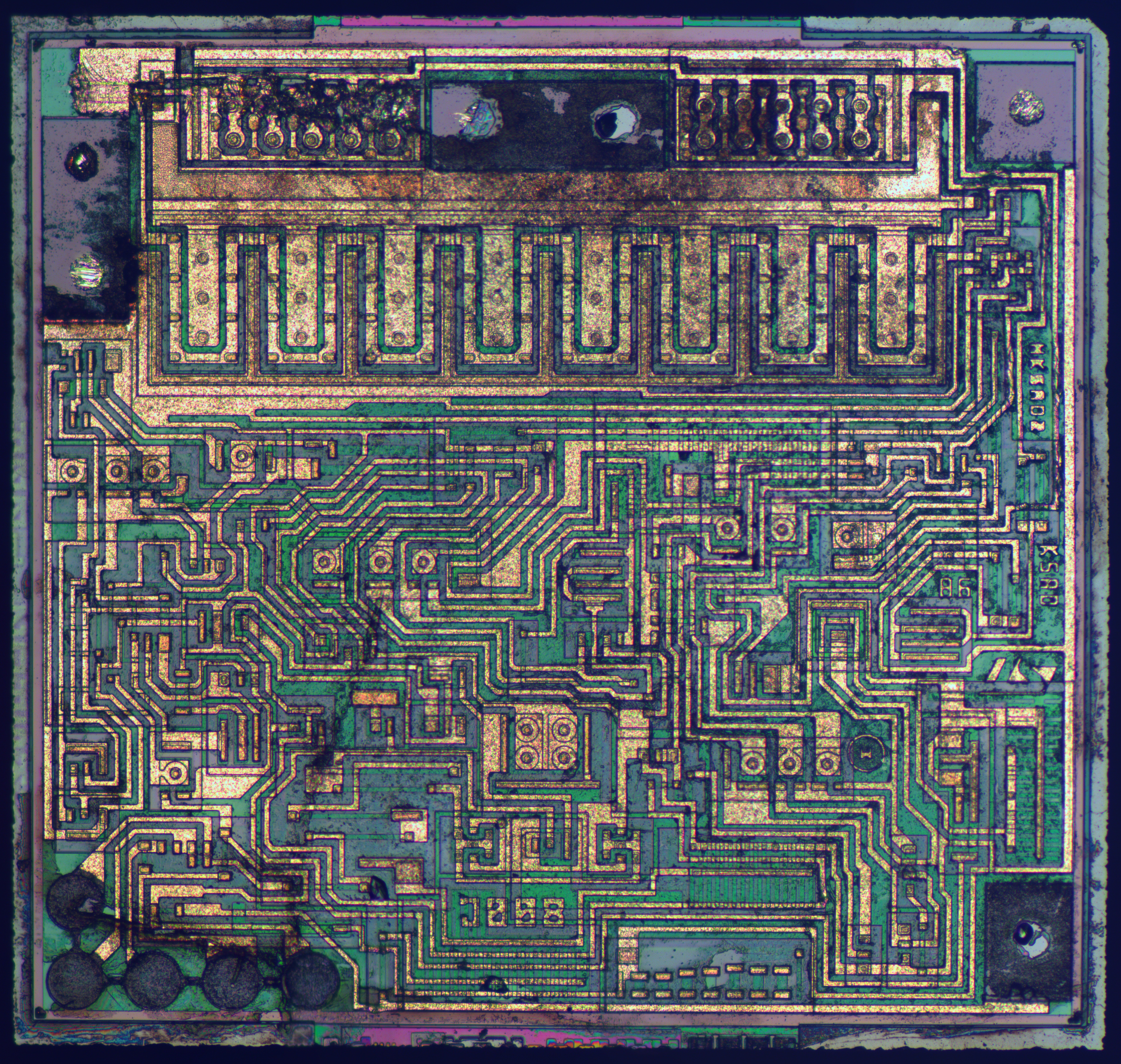
Circuito del regulador LDO LM1117

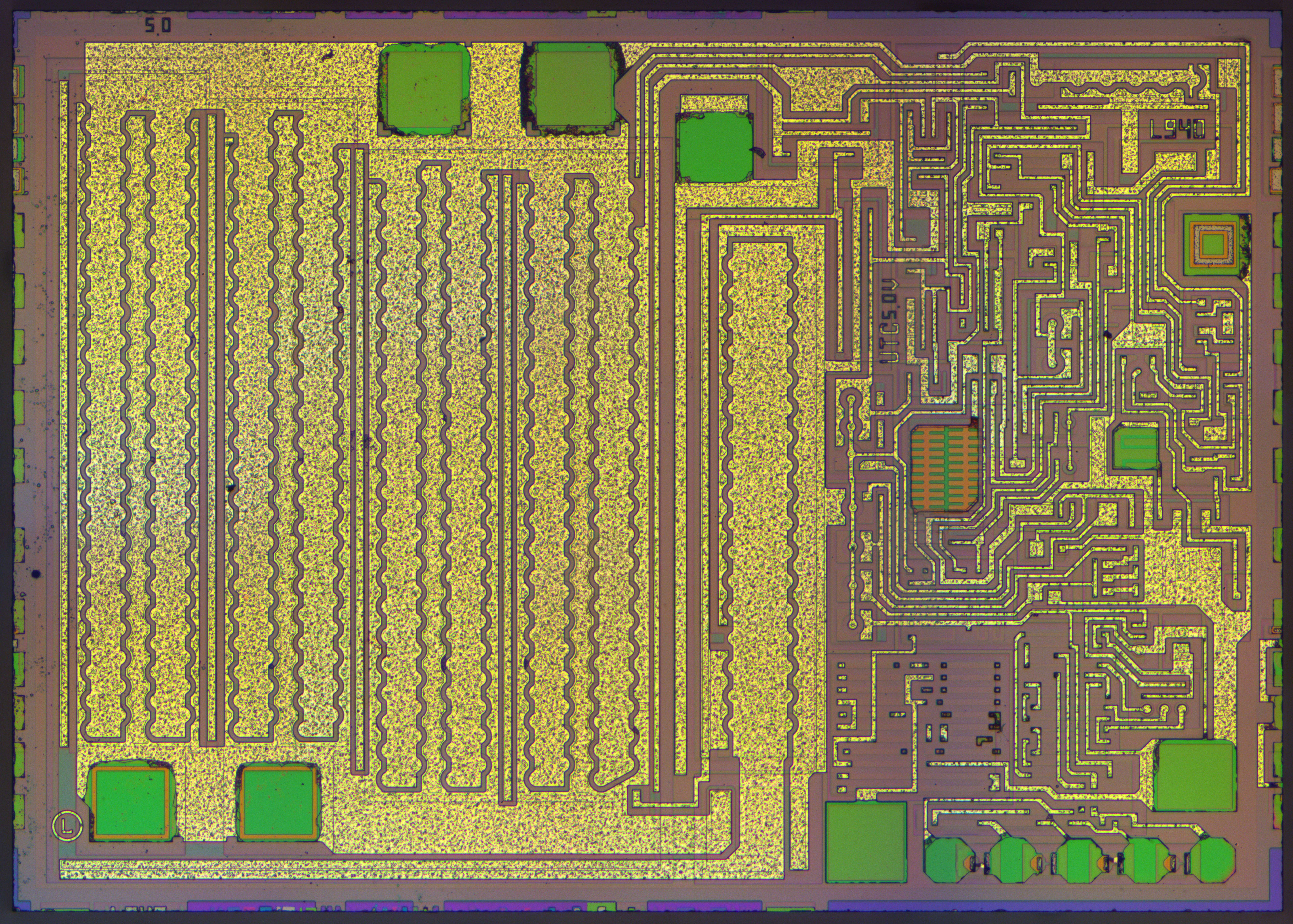
Circuito del regulador LDO LM2940L

Un regulador de baja caída o LDO es un regulador de tensión lineal de DC que puede regular la tensión de salida cuando la tensión de alimentación está muy cerca de la tensión de salida.
Las ventajas de un regulador de tensión de baja caída sobre otros reguladores de DC-DC incluyen la ausencia de ruido de conmutación (ya que no se produce conmutación), un tamaño de dispositivo más pequeño (ya que no se necesitan inductores ni transformadores en su diseño), y una mayor simplicidad de diseño (generalmente consiste en una referencia, un amplificador, y un elemento de paso). La desventaja es que, a diferencia de los reguladores de conmutación, los reguladores lineales de DC deben disipar la potencia y, por lo tanto, el calor a través del dispositivo de regulación para regular la tensión de salida.

## Historia
El regulador de baja caída (LDO) debutó el 12 de abril de 1977 en un artículo de la revista  Diseño Electrónico titulado Desprenderse de los Reguladores de IC Fijos. El artículo fue escrito por  Robert Dobkin, un diseñador de  IC's que trabajaba para National Semiconductor. Debido a esto, National Semiconductor reclama el título de "inventor LDO". Dobkin más tarde dejó National Semiconductor en 1981 y fundó Linear Technology donde fue el director de tecnología.

## Regulación de tensión
Los reguladores LDO funcionan de la misma manera que todos los  reguladores de tensión lineal. La principal diferencia entre los reguladores LDO y los no LDO es su esquemático o  topología electrónica. En lugar de una topología colector común, los reguladores LDO usan la topología de colector abierto. En esta topología, el transistor puede activarse fácilmente en sus regiones de  saturación con las tensiones disponibles para el regulador. Esto permite que la caída de tensión de la tensión no regulada a la tensión regulada sea tan baja como la tensión de saturación a través del transistor.